# Orpheusz (Liszt)
Az Orpheusz Liszt Ferenc szimfonikus költeménye, amely eredetileg egy opera bevezető zenéjeként született, de Liszt átdolgozta szimfonikus költeménnyé, és ebben a formájában a weimari városházán mutatta be 1854-ben. Jegyzékszáma: S.98.

## A mű születése
Liszt negyedik szimfonikus költeményét ugyanúgy egy színpadi mű inspirálta, mint a Tassót, vagy mint fogja a Prométheuszt és a Hamletet. 1854. február 16-án a weimari udvari karmester Liszt Gluck Orfeusz és Euridiké című operáját mutatta be Maria Pavlovna nagyhercegnő születésnapi ünnepségei alkalmából. Az operához írt egy „keretzenét”, amely előjátékból és az opera után elhangzó befejező részből állt.
Orpheusz alakja megragadta Liszt képzeletét, és elhatározta, hogy az előjáték felhasználásával szimfonikus költeményt ír. Az indítékot azonban nem csak Gluck operája adta, hanem egy Orpheuszt ábrázoló etruszk vázafestmény is, amit a Louvre-ban látott. Lisztet a dalnok érdekelte, akit a művészek, a művészetek allegóriájaként látott. Ily módon Liszt Orpheusza nem más, mint a komponista zenei ars poeticája. Az előszóban így ír indítékairól: „Amikor néhány évvel ezelőtt betanította Gluck Orpheuszát, nem tudtam a fantáziámat megfékezni, hogy Orpheusz személye felé ne szárnyaljon, akinek neve olyan fenségesen tündököl a görög költők mítoszaiban. Megelevenedett emlékezetemben a Louvre-ban látott etruszk váza, mely az első költő-muzsikust ábrázolja, misztikus királyi dísszel a homlokán, csillagos köpennyel a vállán, ajkát isteni költeményre nyitva, amint finom és karcsú ujjaival egy lyra húrjait pendíti meg.” Liszt rövid idő alatt készült el a szimfonikus költeménnyel, a hangszerelés teljesen a sajátja, ekkor már nem szorult rá Joachim Raff segítségére.
A szimfonikus költemény Orpheuszt – amit Liszt élettársának, Carolyne zu Sayn-Wittgenstein hercegnőnek ajánlott – 1854. november 10-én mutatta be a weimari városházán. A mű 1856-ban jelent meg a lipcsei Breitkopf und Härtel kiadónál, míg a keretzene befejező része – ami új zenei anyagot nem tartalmaz az előjátékhoz képest – máig kiadatlan.

## A zene
Az Orpheusz – eltérően Liszt szimfonikus költeményei javától és néhány más művétől – nem programzene, noha a komponista előszót is írt hozzá. Ez az előszó azonban nem tartalmaz semmi olyat, ami a zene történéseire, annak folyamatára vonatkozna. Ez az előszó sokkal inkább valamiféle általános, a művészet, a zene céljáról, feladatáról szóló általános elmélkedésnek tekinthető írás, ami – a kortárs Camille Saint-Saëns és a későbbi kutató Peter Raabe szerint – szinte fölösleges is volt. Arról szól ugyanis, amit bármely jó zenéről le lehet írni. Az előszóban Liszt így ír: „Szerettük volna itt megvalósítani a minden műalkotásból kiáradó, derűsen embernemesítő dallamot, ennek édes energiáját, fenséges hangzását; hullámzását, amely lágy, mint az elíziumi mezők fuvallata: fokozatos felemelkedését, amely a tömjénfelhőkéhez hasonlatos; áttetsző, azúros, éteri szellemét, amely a földet és a mindenséget mintegy a Harmónia átlátszó, kifejezhetetlen és titokzatos palástjával vonja be.” Majd: „Ezek a harmóniák kinyilatkoztatják az emberiségnek a művészet szelíd erejét, dicsőségének teljes fényét, népeket tanító összhangzását… Szeretném megjeleníteni a harmóniák fent jellemzett etikus karakterét, amely minden műalkotásból sugárzik; azt a varázst, azt a tökéletességet ábrázolni, amely minden lelket a hatalmába kerít és elíziumi magasságokba von…”
Liszt zenéje rendkívül koncentrált, poétikus, lírai mű. Nincsenek benne a Lisztre oly jellemző téma-metamorfózisok, és nincsenek benne nagy kontrasztok sem. Egyetlen visszafogott, egyszerű főtémára épül, ez vonul végig rajta, emellett csak egy hegedűszólón felhangzó dallam jelenik még meg, mind líraian áradó dallam. Hangneme – egy kisebb E-dúr szakasz kivételével – C-dúr. Hiányzik belőle a szintén liszti jellegzetesség, a fokozás, legfeljebb csak a hangszerelésben lehet felfedezni ilyet: hol a fúvósokon, hol a vonósokon felcsendülő dallam és a két hárfa futamai (Orpheusz lantját jelképezik) mellé társul egyre több szólam. A mű hangzása összességében tisztán kamarazenei. Mindössze a befejezés előtt hallani rövid fortissimót, de végül a darab szelíd lírai hangulatban ér véget (a darab tizenkét utolsó ütemét a bemutató után komponálta).
A mű hangszerelése: piccolo, két fuvola, két oboa, angolkürt, két klarinét, két fagott, négy kürt, két trombita, két tenorharsona, basszusharsona, tuba, üstdob, két hárfa és vonósok. Viszonylag rövid mű, eljátszása 11 perc körüli időtartamot vesz igénybe. A műnek létezik Liszt által készített két- (S.511b) és négykezes (S.592), valamint kétzongorás (S.638) átirata is.